# Reimar Lenz (Informationstechniker)
Reimar Karl Joachim Lenz (* 10. Januar 1956 in Aachen) ist ein deutscher Informationstechniker und außerplanmäßiger Professor an der Technischen Universität München. Er erhielt 2010 den Oscar für Wissenschaft und Entwicklung.

## Leben
Reimar Lenz wurde 1956 als drittes Kind von Friedrich Lenz und seiner Ehefrau Fredeke, geborene von Alvensleben, in Aachen geboren. Die Schulzeit verbrachte er in Tübingen sowie jeweils ein Jahr in Tucson, Arizona, und Portland, Oregon. Schon in der Schulzeit erhielt Lenz Aufträge von Hochschulinstituten und konstruierte unter anderem einen mehrkanaligen Zähler mit Lichtschranke für die Eiablage von Drosophila-Fliegen. Nach dem Abitur in Tübingen 1974 studierte Lenz Elektrotechnik an der Technischen Universität Stuttgart und ab 1978 an der TU München im Studienmodell Kybernetik. Im Anschluss an das Hauptdiplom 1980 arbeitete er als Assistent am Lehrstuhl für Nachrichtentechnik der TU München, wo er auch 1986 promoviert wurde. 
Danach folgte ein einjähriger Forschungsaufenthalt bei IBM im Thomas J. Watson Research Center, wo er sich auf die Untersuchung der geometrischen, radiometrischen und systemtheoretischen Eigenschaften von CCD-Bildsensoren spezialisierte. Im Jahr 1988 erfand Reimar Lenz das Prinzip der Auflösungssteigerung von CCD-Farbkameras mittels mikroskopischer Piezoverschiebung, für die 1990 das deutsche Microscanning-Patent vergeben wurde. Beruhend auf diesem Prinzip entwickelte er zusammen mit seinem Bruder Udo Lenz eine Kamera, die durch Zeiss Jena in Lizenz gefertigt und vertrieben wurde. 1989 habilitierte Lenz auf dem Gebiet "Videometrie und Bildverarbeitung" und erhielt 1992 die Venia Legendi auf dem Gebiet der Videometrie. Im Rahmen des Projekts "MARC" (Methodology for Arts Reproduction in Colour) folgte 1994 die Entwicklung einer elektronischen Kamera mit mehr als 20.000 * 20.000 Bildpunkten für die Aufnahme von Gemälden in Museen.

## Unternehmen
Zusammen mit seinem Bruder Udo gründete er 1999 die "CCD Videometrie GmbH" für die Serienproduktion von Digitalkameras. Aus der Entwicklung eines CMOS-Bildsensors, der in Kameras für die Produktion von Spielfilmen eingesetzt werden soll, entstand 2001 in Zusammenarbeit mit der Firma Arnold & Richter Cine Technik (ARRI), München, der Film-Scanner "Arriscan", mit dem sich analog aufgenommenes Kinofilmmaterial mit hoher Schnelligkeit, Präzision und Bildschärfe digitalisieren lässt. Hierfür erhielt Reimar Lenz 2010 den "technischen Oscar".

## Privat
Reimar Lenz hat eine Tochter, die Sängerin Alev Lenz (* 1982). Er ist seit 2011 mit der Filmregisseurin Dagmar Knöpfel verheiratet.

## Preise und Ehrungen
- 2010: Oscar für Wissenschaft und Entwicklung[2]
- 2010: Heinz Maier-Leibnitz-Medaille der TU München[3]
- 1990: Forschungspreis der DAGM für die Arbeiten an hochauflösenden Farbkameras[4]
- 1990: Dr. Ing. Siegfried Werth Forschungspreis[5]